# 拜馬克
52°35′N 58°19′E / 52.583°N 58.317°E

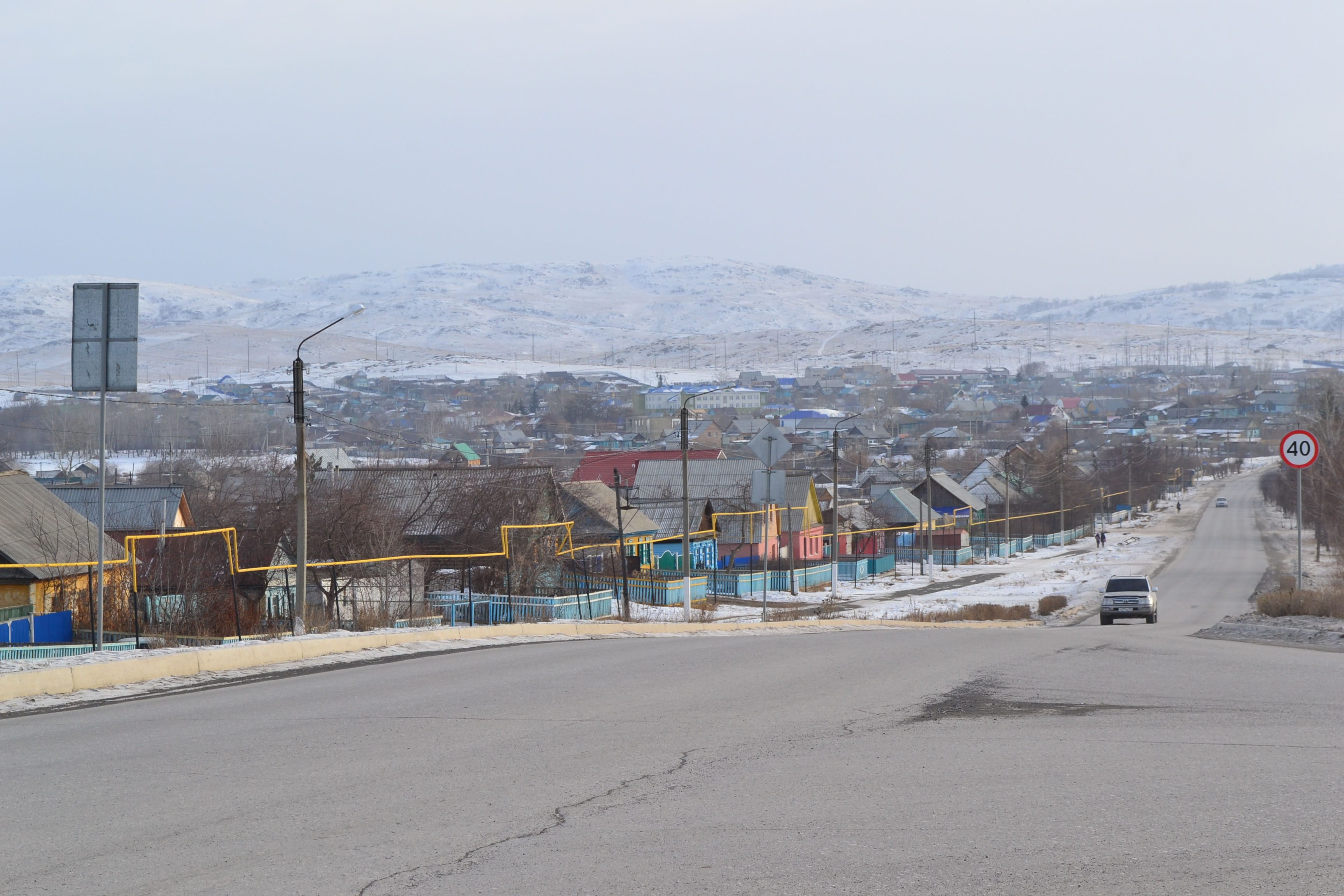
拜馬克 (2014)

拜馬克（俄语：Байма́к）是俄羅斯巴什科爾托斯坦共和國東南部的一個城市、拜馬克縣的縣治。位於首府烏法以南489公里。2002年人口17,223人。
1913年建立，1938年建市。